# مدرسه تئاتر ردروفس
مدرسه تئاتر ردروفس (انگلیسی: Redroofs Theatre School) یک مدرسه آموزش تئاتر مستقل در میدنهد، بارکشر انگلستان است.
این مدرسه در سال ۱۹۴۷ در لندن تأسیس شد و در سال ۱۹۶۴ به خانه ای که روزگاری خانه آیوور نوولو به به Littlewick Green منتقل شد. این مدرسه در حال حاضر دارای دو پایگاه در میدن هد و دو تئاتر به ترتیب در Littlewick Green و Ascot است. ردروفس یک مدرسه نیمه وقت است که تقریباً ۴۰۰ دانش آموز دارد و یک آژانس برای همه دانش آموزان آزاد است. در سال ۲۰۲۰ این مدرسه تحصیلات دانشگاهی خود را متوقف کرد تا فقط به یک مدرسه پاره وقت فقط برای هنرهای نمایشی تبدیل شود.
دانش آموزان سابق شامل کیت وینسلت، جوآن فروگات، کریس مارشال، دنی هارمر و بسیاری دیگر از مجریان صنعت فعال، معلمان رقص، تهیه‌کنندگان تئاتر، کارگردانان تئاتر، نویسندگان، مدیران صحنه، خوانندگان، رقصندگان، هماهنگ‌کنندگان کاری و بازیگران هستند.